# Woodstock (Maine)
Pour les articles homonymes, voir Woodstock.
Woodstock est une ville américaine située dans le Comté d'Oxford, dans le Maine. Selon le recensement de 2020, sa population est de 1 352 habitants.

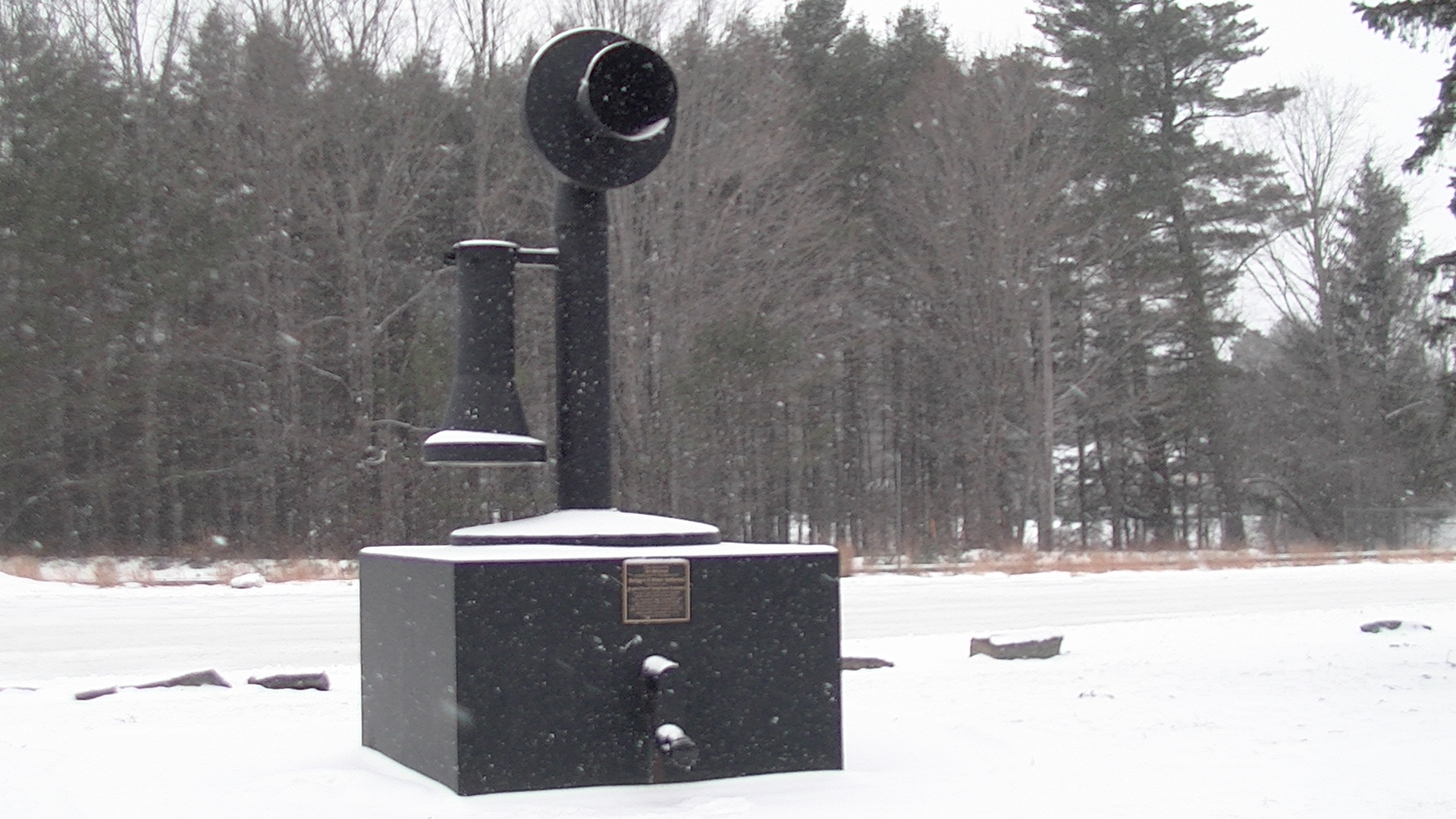
Monument en ville commémorant le fait que Bryant Pond, dans le Maine, était la dernière communauté américaine à utiliser encore le système téléphonique à manivelle jusqu'en 1983.